# Antonia Lottner
Antonia Lottner, née le 13 août 1996 à Düsseldorf, est une joueuse de tennis allemande, professionnelle depuis 2014.

## Carrière
Évoluant principalement sur le circuit ITF, elle y a remporté 7 titres en simple et 6 en double.
Au début novembre 2017, alors 201e mondiale, elle atteint sa première finale en simple en catégorie WTA 125 à Limoges, après avoir notamment battu deux têtes de série, Jana Čepelová par abandon puis Ekaterina Alexandrova. En demi-finale, elle bénéficie également de l'abandon de son adversaire, Sabine Lisicki. Elle s'incline en finale face à la tête de série no 5, Monica Niculescu.
Elle a participé aux quatre tournois du Grand Chelem mais n'a jamais passé un tour.

## Palmarès

### Finale en simple en WTA 125
| No | Date       | Nom et lieu du tournoi         | Catégorie | Dotation  | Surface    | Vainqueure       | Score    |          |
| -- | ---------- | ------------------------------ | --------- | --------- | ---------- | ---------------- | -------- | -------- |
| 1  | 06-11-2017 | Engie Open de Limoges, Limoges | WTA 125   | 125 000 $ | Dur (int.) | Monica Niculescu | 6-4, 6-2 | Parcours |

## Parcours en Grand Chelem

### En simple dames
| Année | Open d'Australie | Open d'Australie    | Internationaux de France | Internationaux de France | Wimbledon       | Wimbledon          | US Open         | US Open              |
| ----- | ---------------- | ------------------- | ------------------------ | ------------------------ | --------------- | ------------------ | --------------- | -------------------- |
| 2016  | —                | —                   | —                        | —                        | —               | —                  | 1er tour (1/64) | Vania King           |
| 2017  | Q1               | Lucie Hradecká      | Q2                       | Arantxa Rus              | Q3              | Polona Hercog      | Q2              | Françoise Abanda     |
| 2018  | Q2               | Anna Blinkova       | Q1                       | Sabina Sharipova         | 1er tour (1/64) | Evgeniya Rodina    | Q2              | Francesca Di Lorenzo |
| 2019  | Q3               | Anna Kalinskaya     | 1er tour (1/64)          | Johanna Konta            | Q3              | Anna Kalinskaya    | Q1              | Jaimee Fourlis       |
| 2020  | 1er tour (1/64)  | Camila Giorgi       | Q1                       | Daniela Seguel           | Annulé          | Annulé             | —               | —                    |
| 2021  | Q2               | Ysaline Bonaventure | Q2                       | Lara Arruabarrena        | —               | —                  | —               | —                    |
| 2022  | —                | —                   | —                        | —                        | Q1              | Cristiana Ferrando | —               | —                    |

N.B. : à droite du résultat se trouve le nom de l'ultime adversaire.

### En double dames
N'a jamais participé à un tableau final.

## Parcours en Fed Cup
| #                                                                       | Date       | Lieu  | Surface    | Gagnante(s)     | Perdante(s)           | Score         |          |
|                                                                         |            |       |            |                 |                       |               |          |
| 2018 - 1/4 de finale (groupe mondial) - Biélorussie - Allemagne - 2 : 3 |            |       |            |                 |                       |               |          |
| 1                                                                       | 10/02/2018 | Minsk | Dur (int.) | Antonia Lottner | Aliaksandra Sasnovich | 7-5, 6-4      | Parcours |
| 1                                                                       | 10/02/2018 | Minsk | Dur (int.) | Aryna Sabalenka | Antonia Lottner       | 6-3, 5-7, 6-2 | Parcours |

## Classements WTA en fin de saison
| Année          | 2011 | 2012 | 2013 | 2014 | 2015 | 2016 | 2017 | 2018 | 2019 | 2020 | 2021 |
| Rang en simple | 1209 | 686  | 389  | 456  | 286  | 176  | 201  | 152  | 159  | 179  | 438  |
| Rang en double | 978  | 455  | 437  | 154  | 225  | 288  | 449  | –    | 783  | –    | –    |

Source : (en) Classements de Antonia Lottner sur le site officiel de la Fédération internationale de tennis